# Anthony Lobello
Anthony Lobello (* 15. August 1984 in Tallahassee) ist ein aus den USA stammender italienischer Shorttracker, Eisschnellläufer sowie Inline-Speedskater.
Zunächst betrieb Lobello Rollschnelllauf, ehe er kurz darauf zum Inline-Speedskating wechselte. Bereits im Alter von 15 Jahren besaß er dort internationale Klasse und startete 2001 in Valence d’Agen bei den Junioren-Weltmeisterschaften im Inline-Speedskating. Hier gewann er mit Jordan Malone und Steve Krawulski die 5000-m-Bahn-Staffel und gewann im 500-Meter-Straßen-Sprint die Silbermedaille. Nachdem er das US-Inlineskating-Nationalteam im selben Jahr verlassen und die Schule beendet hatte, studierte Lobello an der Northern Michigan University.
Im Januar 2004 begann er den Shorttrack-Sport und ging bei der Juniorenweltmeisterschaft in Peking an den Start. Dort hatte er allerdings weniger Erfolg, mit der Staffel endete sein Rennen im Halbfinale, bei den anderen Disziplinen noch früher.
In der darauffolgenden Saison 2004/05 startete Lobello bei keinem Shorttrack-Großereignis, erst bei den Olympischen Winterspielen 2006 in Turin kehrte er als jüngstes Mitglied des US-amerikanischen Shorttrack-Kaders um Apolo Anton Ohno in die internationalen Wettkämpfe zurück. Obwohl er bei seinem einzigen olympischen Auftritt über 500 Meter schon im Vorlauf ausschied, wurde er auch für die Team- und Einzelweltmeisterschaft 2006 nominiert, wo er allerdings ebenfalls kein Einzel-Finale erreichte. Nur mit der Staffel gelang ihm dies und dort gewann er sogar die Bronzemedaille.
Im Dezember 2006 ging Lobello in seiner nächsten Sportart, Eisschnelllauf, an den Start. Bei den amerikanischen Meisterschaften erreichte er im Sprintvierkampf den siebten Rang, Sieger wurde Kip Carpenter. Dennoch entschied er sich in dieser Saison weiterhin für Shorttrack-Starts, sodass er erstmals im Shorttrack-Weltcup teilnahm und dort als bestes Ergebnis einen neunten Rang über 500 Meter herausfuhr. Außerdem erreichte er mit der Staffel Top-10-Resultate, allerdings keinen Podestrang.
Bei der Weltmeisterschaft 2007 nahm er zwar teil, schaffte jedoch keine guten Platzierungen. Die Saison 2007/08 verlief für Lobello ohne internationale Shorttrack-Starts, nur im Eisschnelllauf nahm er erneut an den Amerikanischen Meisterschaften und den Time Trials bei, bei letzteren konnte er sogar das 1500-m-Rennen gewinnen.
Den Shorttrack-Weltcup 2008/09 begann er mit seinem ersten Podestplatz im Weltcup, als er Zweiter im zweiten 1000-m-Rennen wurde. Auch sonst gelangen ihm hier bis Ende November 2008 weitere Top-10-Platzierungen. Mit der Staffel feierte er seinen ersten Weltcupsieg, außerdem zusätzlich noch einen zweiten Platz.
Im Mai 2012 erhielt Lobello, der italienische Vorfahren hat, die italienische Staatsbürgerschaft (zusätzlich zur US-amerikanischen). Bereits mit Beginn der Weltcupsaison 2012/13 gehörte er zur italienischen Nationalmannschaft.